# Tawananna

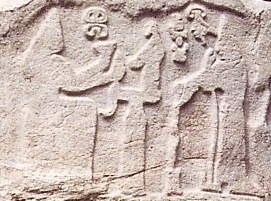
Hình chạm đá Quốc hậu Puduhepa, bên phải bức hình.

Tawananna (còn gọi là Tavananna) là tước hiệu đặc thù của Vương hậu / Hoàng hậu của Đế quốc Hittite cổ đại.

## Thông tin chung
Đế quốc Hittite cổ đại nằm dưới chế độ quân chủ chuyên chế, tuy quyền lực của vị Vua thường ngang bằng với Tawananna khi cả hai cùng cai trị, nhưng các Tawananna lại thiên về vấn đề cúng tế tôn giáo của quốc gia. Các vị Tawananna chỉ thực sự nhiệm vụ điều hành đất nước khi nhà Vua bận chiến đấu. Thời Hittites cổ đại, vẫn là coi trọng cúng tế các vị thần, trong khi nhà Vua được coi là Tư tế tối cao (High Priest) thì các Tawananna là Nữ tư tế tối cao (High Priestess) của đất nước.
Khi nhà Vua băng hà, nếu Tawananna còn sống thì vẫn được giữ nguyên tước hiệu cùng địa vị, họ còn được phép tham gia vào công việc triều chính với tư cách là nhiếp chính cho vị Vua mới nếu còn nhỏ tuổi. Sau khi vị Tawananna qua đời, người kế vị là vợ cả của vị Vua đang trị vì, nhưng cá biệt có thể là con gái ruột của bà.
Trong quá khứ, có một Tawananna nổi tiếng được đề cập đến là Puduhepa, vợ của vua Hattusili III, thường được biết là "Người con gái thành Kumanni". Sau khi Hattusilis băng hà, Tawananna Puduhepa tiếp nhận trọng trách quan trọng là ngoại giao với gia đình hoàng tộc Ai Cập và điều hành đất nước.